# اغوزهان کوچ
اوزهان کوچ (انگلیسی: Oğuzhan Koç؛ زادهٔ ۱۳ مهٔ ۱۹۸۵) خواننده-ترانه‌پرداز، بازیگر، فیلم‌نامه‌نویس، مجری تلویزیون، تهیه‌کننده موسیقی، کمدین اهل ترکیه است. وی از سال ۲۰۰۷ میلادی تاکنون مشغول فعالیت بوده‌است.